# Kris Deschouwer
Kris Deschouwer (1958) is een Belgisch politicoloog. Hij volgde lager en middelbaar onderwijs aan het Heilig-Hartcollege (Ganshoren) en sociologie en politieke wetenschappen aan de VUB, waar hij in 1987 doctor in de politieke Wetenschappen werd. Hij was  van 1988 tot 2018 als hoogleraar verbonden aan de Vakgroep Politieke Wetenschappen van de Vrije Universiteit Brussel. Hij deed onderzoek naar en publiceerde over politieke partijen, verkiezingen, politieke vertegenwoordiging en federalisme. Hij verbleef ook als gastprofessor aan de Universiteit van Bergen (Noorwegen), het European University Institute in Firenze, de Universität Mannheim, de Australian National University, de Université de Lille, de Université d'Aix en Provence en de Universiteit van Siena. Van 2018 tot 2021 was hij voorzitter van het European Consortium for Political Research. 
Kris Deschouwer was samen met Philippe Van Parijs de coördinator van de Paviagroep, die pleit voor de invoering van een federale kieskring in België.